# Dienerella kerzhneri
Dienerella kerzhneri is een keversoort uit de familie schimmelkevers (Latridiidae). De wetenschappelijke naam van de soort werd in 2007 gepubliceerd door Tsinkevich.